# Израиль на летних Олимпийских играх 2024
Олимпийская сборная Израиля приняла участие в летних Олимпийских играх 2024 года, которые прошли с 26 июля по 11 августа 2024 года в Париже. Это было восемнадцатое участие страны в летних Олимпийских играх, за исключением Московской Олимпиады 1980 года, пропущенной в рамках бойкота под руководством США.

## Медали
| Медаль  | Спортсмен(ы)                                                    | Вид спорта                | Дисциплина           | Дата       |
| ------- | --------------------------------------------------------------- | ------------------------- | -------------------- | ---------- |
| Золото  | Том Реувени                                                     | Парусный спорт            | IQFoil (мужчины)     | 3 августа  |
| Серебро | Инбар Ланир                                                     | Дзюдо                     | До 78 кг             | 1 августа  |
| Серебро | Раз Гершко                                                      | Дзюдо                     | Свыше 78 кг          | 2 августа  |
| Серебро | Шарон Кантор                                                    | Парусный спорт            | IQFoil (женщины)     | 3 августа  |
| Серебро | Артём Долгопят                                                  | Спортивная гимнастика     | Вольные упражнения   | 3 августа  |
| Серебро | Офир Шахам Диана Сверцов Адар Фридман Роми Парицки Шани Баканов | Художественная гимнастика | Групповое многоборье | 10 августа |
| Бронза  | Петер Пальчик                                                   | Дзюдо                     | До 100 кг            | 1 августа  |

| Вид спорта                | 1 | 2 | 3 | Всего |
| Дзюдо                     | 0 | 2 | 1 | 3     |
| Парусный спорт            | 1 | 1 | 0 | 2     |
| Гимнастика спортивная     | 0 | 1 | 0 | 1     |
| Гимнастика художественная | 0 | 1 | 0 | 1     |
| Всего                     | 1 | 5 | 1 | 7     |

| Медали по датам | Медали по датам | Медали по датам | Медали по датам | Медали по датам | Медали по датам |
| --------------- | --------------- | --------------- | --------------- | --------------- | --------------- |
| Дата            | 1               | 2               | 3               | Всего           |                 |
| 1 августа       | 0               | 1               | 1               | 2               |                 |
| 2 августа       | 0               | 1               | 0               | 1               |                 |
| 3 августа       | 1               | 2               | 0               | 3               |                 |
| 10 августа      | 0               | 1               | 0               | 1               |                 |
| Всего           | 1               | 5               | 1               | 7               |                 |

| Медали по полу | Медали по полу | Медали по полу | Медали по полу | Медали по полу |
| -------------- | -------------- | -------------- | -------------- | -------------- |
| Пол            | 1              | 2              | 3              | Всего          |
| Мужчины        | 1              | 1              | 1              | 3              |
| Женщины        | 0              | 4              | 0              | 4              |
| Микст          | 0              | 0              | 0              | 0              |
| Всего          | 1              | 5              | 1              | 7              |

## Квалификация
| № п/п | Вид спорта                | Мужчины        | Мужчины                | Женщины        | Женщины                | Всего          | Всего                  |
| № п/п | Вид спорта                | Завоевано квот | Количество спортсменов | Завоевано квот | Количество спортсменов | Завоевано квот | Количество спортсменов |
| ----- | ------------------------- | -------------- | ---------------------- | -------------- | ---------------------- | -------------- | ---------------------- |
| 1     | Бадминтон                 | 1              | 1                      |                |                        | 1              | 1                      |
| 2     | Велоспорт                 | 4              | 3                      | 1              | 1                      | 5              | 4                      |
| 3     | Спортивная гимнастика     | 1              | 1                      | 1              | 1                      | 2              | 2                      |
| 4     | Художественная гимнастика |                |                        | 2              | 6                      | 2              | 6                      |
| 5     | Дзюдо                     | 5              | 5                      | 7              | 7                      | 12             | 12                     |
| 6     | Конный спорт              |                | 2                      |                | 2                      | 4              | 4                      |
| 7     | Лёгкая атлетика           | 4              | 4                      | 2              | 2                      | 6              | 6                      |
| 8     | Парусный спорт            | 3              | 4                      | 3              | 4                      | 7              | 8                      |
| 9     | Плавание                  | 13             | 12                     | 9              | 6                      | 23             | 18                     |
| 10    | Сёрфинг                   |                |                        | 1              | 1                      | 1              | 1                      |
| 11    | Синхронное плавание       |                |                        | 1              | 2                      | 1              | 2                      |
| 12    | Стрельба                  | 1              | 1                      |                |                        | 1              | 1                      |
| 13    | Стрельба из лука          | 1              | 1                      | 1              | 1                      | 3              | 2                      |
| 14    | Триатлон                  | 1              | 1                      |                |                        | 1              | 1                      |
| 15    | Тхэквондо                 |                |                        | 1              | 1                      | 1              | 1                      |
| 16    | Фехтование                | 1              | 1                      |                |                        | 1              | 1                      |
| 17    | Футбол                    | 1              | 19                     |                |                        | 1              | 19                     |
|       | ИТОГО                     | 36             | 55                     | 29             | 34                     | 72             | 89                     |

## Состав команды
Бадминтон
1. Миша Зильберман

Велоспорт
 Шоссейный велоспорт
1. Итамар Эйнгорн
2. Ротем Гафинович[англ.]

 Трековый велоспорт
1. Михаил Яковлев

 Маунтинбайк
1. Томер Зальцман[англ.]

Гимнастика
 Спортивная гимнастика
1. Артём Долгопят
2. Лихи Раз[англ.]

 Художественная гимнастика
1. Дарья Атаманов
2. Офир Шахам[англ.]
3. Диана Сверцов[англ.]
4. Адар Фридман[англ.]
5. Роми Парицки[англ.]
6. Шани Баканов[англ.]

 Дзюдо
1. Ям Волчак[англ.]
2. Барух Шмаилов
3. Тохар Бутбуль
4. Саги Муки
5. Петер Пальчик
6. Шира Ришони
7. Гефен Примо
8. Тимна Нельсон-Леви
9. Гили Шарир
10. Майя Гошен[англ.]
11. Инбар Ланир
12. Раз Гершко

 Конный спорт
1. Даниэль Блюман[англ.]
2. Робин Мюр[англ.]
3. Эшли Бонд[англ.]
4. Изабелла Руссеков[англ.]

 Лёгкая атлетика
1. Блессинг Африфа[англ.]
2. Мару Тефери[англ.]
3. Гашау Аяле[англ.]
4. Гирмав Амаре[англ.]
5. Лона Салпетер[англ.]
6. Маор Тийури[англ.]

 Парусный спорт
1. Том Реувени[англ.]
2. Дор Зарка[англ.]
3. Омер Виленчик[англ.]
4. Нитай Хассон[англ.]
5. Шарон Кантор[англ.]
6. Галь Цукерман[англ.]
7. Шай Какон[англ.]
8. Ноа Ласри[англ.]

 Плавание
1. Мирон Херути[англ.]
2. Мартин Картавый[англ.]
3. Томер Франкель[англ.]
4. Денис Локтев[англ.]
5. Адам Мараана[англ.]
6. Давид Герчик[англ.]
7. Рон Полонский[англ.]
8. Галь Коэн Груми[англ.]
9. Алексей Гливинский[англ.]
10. Бар Соловейчик[англ.]
11. Эйтан Бен Шитрит[англ.]
12. Матан Родити[англ.]
13. Анастасия Горбенко
14. Авив Барзелай[англ.]
15. Леа Полонски[англ.]
16. Дарья Головати[англ.]
17. Айла Спитц[англ.]
18. Андреа Мурез[англ.]

 Сёрфинг
1. Анат Лелиор[англ.]

 Синхронное плавание
1. Шелли Бобрицки[англ.]
2. Ариэль Нассе[англ.]

 Стрельба
1. Сергей Рихтер

 Стрельба из лука
1. Рой Дрор[англ.]
2. Микаэлла Моше[англ.]

 Триатлон
1. Шахар Сагив[англ.]

 Тхэквондо
1. Авишаг Семберг

 Фехтование
1. Юваль Фрейлих

 Футбол
1. Омер Нирон[англ.]
2. Нив Элиаси[англ.]
3. Рой Сасон[англ.]
4. Илай Файнгольд[англ.]
5. Шон Гольдберг[англ.]
6. Став Лемкин
7. Рой Ревиво
8. Ошер Давида[англ.]
9. Ноам Бен Харуш[англ.]
10. Ор Исраэлов
11. Омри Гандельман
12. Итан Азулай[англ.]
13. Оскар Глух
14. Аяно Преда[англ.]
15. Ади Йона[англ.]
16. Идо Шахар[англ.]
17. Дор Турджеман
18. Лиэль Абада
19. Элад Мадмон[англ.]

## Бадминтон
Израиль завоевал одну квоту на участие в олимпийском турнире по бадминтону в соответствии с Олимпийским рейтингом BWF.
Мужчины
| Спортсмен       | Категория | Группы                               | Группы                              | Группы                           | Группы | Выбывание            | Четвертьфиналы       | Полуфиналы           | Финал / За 3 место   | Финал / За 3 место   |
| Спортсмен       | Категория | Соперник Счет                        | Соперник Счет                       | Соперник Счет                    | Место  | Соперник Счет        | Соперник Счет        | Соперник Счет        | Соперник Счет        | Место                |
| --------------- | --------- | ------------------------------------ | ----------------------------------- | -------------------------------- | ------ | -------------------- | -------------------- | -------------------- | -------------------- | -------------------- |
| Миша Зильберман | Одиночный | IRLНэт Нгуен П (17–21, 21–19, 13-21) | DENВиктор Аксельсен П (9–21, 11-21) | NEPПринс Дахаль В (21–12, 21-10) | 3      | завершил выступление | завершил выступление | завершил выступление | завершил выступление | завершил выступление |

## Велоспорт

### Шоссейные гонки
Израиль квалифицировал одного велосипедиста-мужчину, заняв 39-е место в рейтинге наций UCI, и одну велосипедистку-женщину, заняв 44-е место в рейтинге наций UCI.
| Спортсмен       | Дисциплина      | Время   | Место |
| --------------- | --------------- | ------- | ----- |
| Итамар Эйнгорн  | Групповая гонка | 6:39.27 | 62    |
| Ротем Гафинович | Групповая гонка | 4:13.42 | 77    |

### Велотрек
Израиль в соответствии с олимпийским рейтингом UCI завоевал по одному месту в мужском индивидуальном спринте и кейрине.
Спринт
| Спортсмен      | Дисциплина | Квалификация | Квалификация | 1/32 финала            | Утеш. 1/32     | 1/16 финала          | Утеш. 1/16     | 1/8 финала          | Утеш. 1/8                               | Четвертьфиналы       | Полуфиналы           | Финал / За 3 место   | Финал / За 3 место |
| Спортсмен      | Дисциплина | Время        | Место        | Соперник Время         | Соперник Время | Соперник Время       | Соперник Время | Соперник Время      | Соперник Время                          | Соперник Время       | Соперник Время       | Соперник Время       | Место              |
| -------------- | ---------- | ------------ | ------------ | ---------------------- | -------------- | -------------------- | -------------- | ------------------- | --------------------------------------- | -------------------- | -------------------- | -------------------- | ------------------ |
| Михаил Яковлев | Мужчины    | 9,152        | 3 Q          | MASМухаммед Сахром В Q | —              | SURЯир Чон Эн Фа В Q | —              | GBRХэмиш Тернбулл П | POLМатеуш Рудык MASАзизульхасни Аванг П | завершил выступление | завершил выступление | завершил выступление | 9                  |

Кейрин
| Спортсмен      | Дисциплина | Раунд 1 | Утеш. | Четвертьфиналы | Полуфиналы           | Финал                |
| Спортсмен      | Дисциплина | Место   | Место | Место          | Место                | Место                |
| -------------- | ---------- | ------- | ----- | -------------- | -------------------- | -------------------- |
| Михаил Яковлев | Мужчины    | 1 Q     | —     | 5              | завершил выступление | завершил выступление |

### Маунтинбайк
Израиль получил одно место в мужские соревнования по маунтинбайку в результате перераспределения квот.
| Спортсмен      | Категория | Время   | Место |
| -------------- | --------- | ------- | ----- |
| Томер Зальцман | Мужчины   | 1.34,47 | 29    |

## Гимнастика спортивная
Израиль квалифицировал двух гимнастов, Артёма Долгопята и Лихи Раз, ставших одними из лучших спортсменов, допущенных к участию в многоборье на чемпионате мира по спортивной гимнастике 2023 года.
Мужчины
| Спортсмен      | Дисциплина         | Квалификация          | Квалификация          | Квалификация          | Квалификация          | Квалификация          | Квалификация          | Квалификация | Квалификация | Финал                 | Финал                 | Финал                 | Финал                 | Финал                 | Финал                 | Финал                | Финал                |
| Спортсмен      | Дисциплина         | Гимнастический снаряд | Гимнастический снаряд | Гимнастический снаряд | Гимнастический снаряд | Гимнастический снаряд | Гимнастический снаряд | Итог         | Место        | Гимнастический снаряд | Гимнастический снаряд | Гимнастический снаряд | Гимнастический снаряд | Гимнастический снаряд | Гимнастический снаряд | Итог                 | Место                |
| Спортсмен      | Дисциплина         | ВУ                    | КН                    | КЛ                    | ОП                    | ПБ                    | ПР                    | Итог         | Место        | ВУ                    | КН                    | КЛ                    | ОП                    | ПБ                    | ПР                    | Итог                 | Место                |
| -------------- | ------------------ | --------------------- | --------------------- | --------------------- | --------------------- | --------------------- | --------------------- | ------------ | ------------ | --------------------- | --------------------- | --------------------- | --------------------- | --------------------- | --------------------- | -------------------- | -------------------- |
| Артём Долгопят | Вольные упражнения | 14,466                | —                     | —                     | —                     | —                     | —                     | —            | 7 Q          | 14,966                | —                     | —                     | —                     | —                     | —                     | 14,966               | 2                    |
| Артём Долгопят | Конь               | —                     | 13,000                | —                     | —                     | —                     | —                     | —            | 46           | завершил выступление  | завершил выступление  | завершил выступление  | завершил выступление  | завершил выступление  | завершил выступление  | завершил выступление | завершил выступление |

Женщины
| Спортсмен | Дисциплина          | Квалификация           | Квалификация           | Квалификация           | Квалификация           | Квалификация | Квалификация | Финал                  | Финал                  | Финал                  | Финал                  | Финал                 | Финал                 |
| Спортсмен | Дисциплина          | Гимнастические снаряды | Гимнастические снаряды | Гимнастические снаряды | Гимнастические снаряды | Итог         | Место        | Гимнастические снаряды | Гимнастические снаряды | Гимнастические снаряды | Гимнастические снаряды | Итог                  | Место                 |
| Спортсмен | Дисциплина          | ОП                     | РБ                     | БР                     | ВУ                     | Итог         | Место        | ОП                     | РБ                     | БР                     | ВУ                     | Итог                  | Место                 |
| --------- | ------------------- | ---------------------- | ---------------------- | ---------------------- | ---------------------- | ------------ | ------------ | ---------------------- | ---------------------- | ---------------------- | ---------------------- | --------------------- | --------------------- |
| Лихи Раз  | Личное многоборье   | 13,666                 | 12,833                 | 12,300                 | 12,833                 | 51,632       | 31           | завершила выступление  | завершила выступление  | завершила выступление  | завершила выступление  | завершила выступление | завершила выступление |
| Лихи Раз  | Опорный прыжок      | 13,449                 | —                      | —                      | —                      | —            | 16           | завершила выступление  | завершила выступление  | завершила выступление  | завершила выступление  | завершила выступление | завершила выступление |
| Лихи Раз  | Разновысокие брусья | —                      | 12,833                 | —                      | —                      | —            | 50           | завершила выступление  | завершила выступление  | завершила выступление  | завершила выступление  | завершила выступление | завершила выступление |
| Лихи Раз  | Бревно              | —                      | —                      | 12,300                 | —                      | —            | 55           | завершила выступление  | завершила выступление  | завершила выступление  | завершила выступление  | завершила выступление | завершила выступление |
| Лихи Раз  | Вольные упражнения  | —                      | —                      | —                      | 12,833                 | —            | 33           | завершила выступление  | завершила выступление  | завершила выступление  | завершила выступление  | завершила выступление | завершила выступление |

## Гимнастика художественная
Израиль получил право выставить команду по художественной гимнастике для участия в групповом многоборье после того, как занял второе место на чемпионате мира 2022 года в Софии, Болгария Кроме того, Израиль также выставит индивидуальную гимнастку в квалификации индивидуального многоборья по итогам выступления на чемпионате мира 2023 года в Валенсии, Испания.
| Спортсмен      | Дисциплина        | Квалификация | Квалификация | Квалификация | Квалификация | Квалификация | Квалификация | Финал  | Финал  | Финал  | Финал  | Финал   | Финал |
| Спортсмен      | Дисциплина        | Обруч        | Мяч          | Булавы       | Лента        | Итог         | Место        | Обруч  | Мяч    | Булавы | Лента  | Итог    | Место |
| -------------- | ----------------- | ------------ | ------------ | ------------ | ------------ | ------------ | ------------ | ------ | ------ | ------ | ------ | ------- | ----- |
| Дарья Атаманов | Личное многоборье | 33,250       | 32,700       | 32,100       | 32,400       | 130,450      | 7 Q          | 35,200 | 31,800 | 33,850 | 33,000 | 133,850 | 5     |

| Спортсмены                                                      | Дисциплина           | Квалификация | Квалификация | Квалификация | Квалификация | Финал       | Финал        | Финал  | Финал |
| Спортсмены                                                      | Дисциплина           | 5 предметов  | 3+2 предмета | Итог         | Место        | 5 предметов | 3+2 предмета | Итог   | Место |
| --------------------------------------------------------------- | -------------------- | ------------ | ------------ | ------------ | ------------ | ----------- | ------------ | ------ | ----- |
| Офир Шахам Диана Сверцов Адар Фридман Роми Парицки Шани Баканов | Групповое многоборье | 35,250       | 31,900       | 67,150       | 6 Q          | 35,600      | 33,250       | 68,850 | 2     |

## Дзюдо
Израиль получил по рейтингу IJF пять мест в мужских и семь мест в женских соревнованиях, а также право выставить смешанную команду.

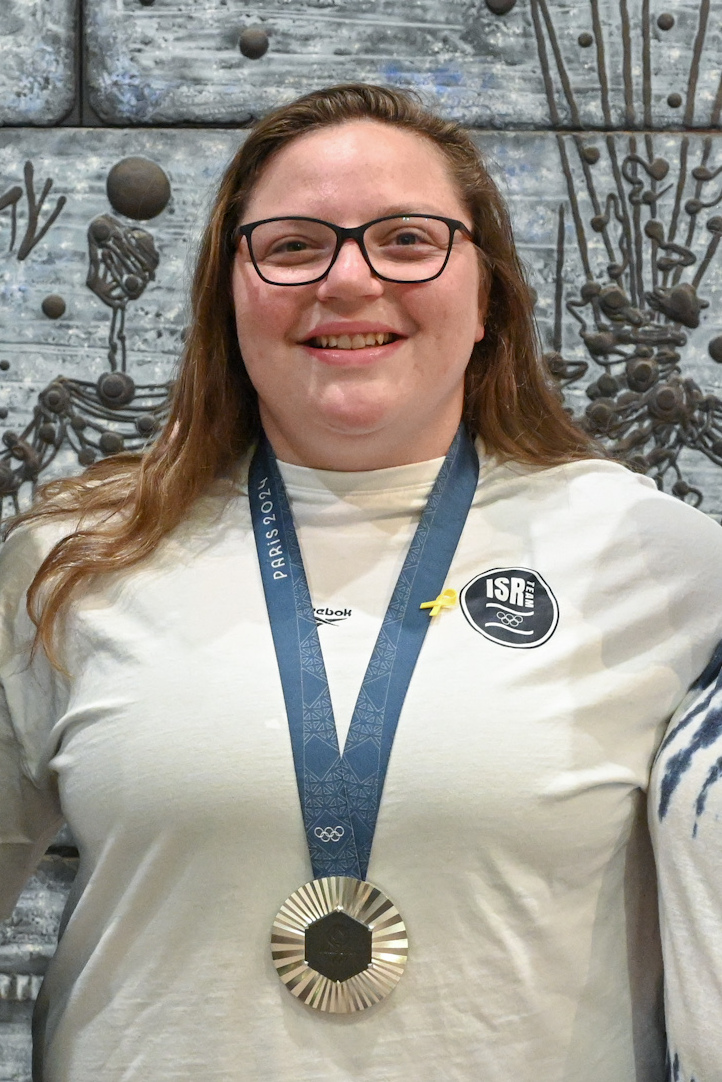
Раз Гершко

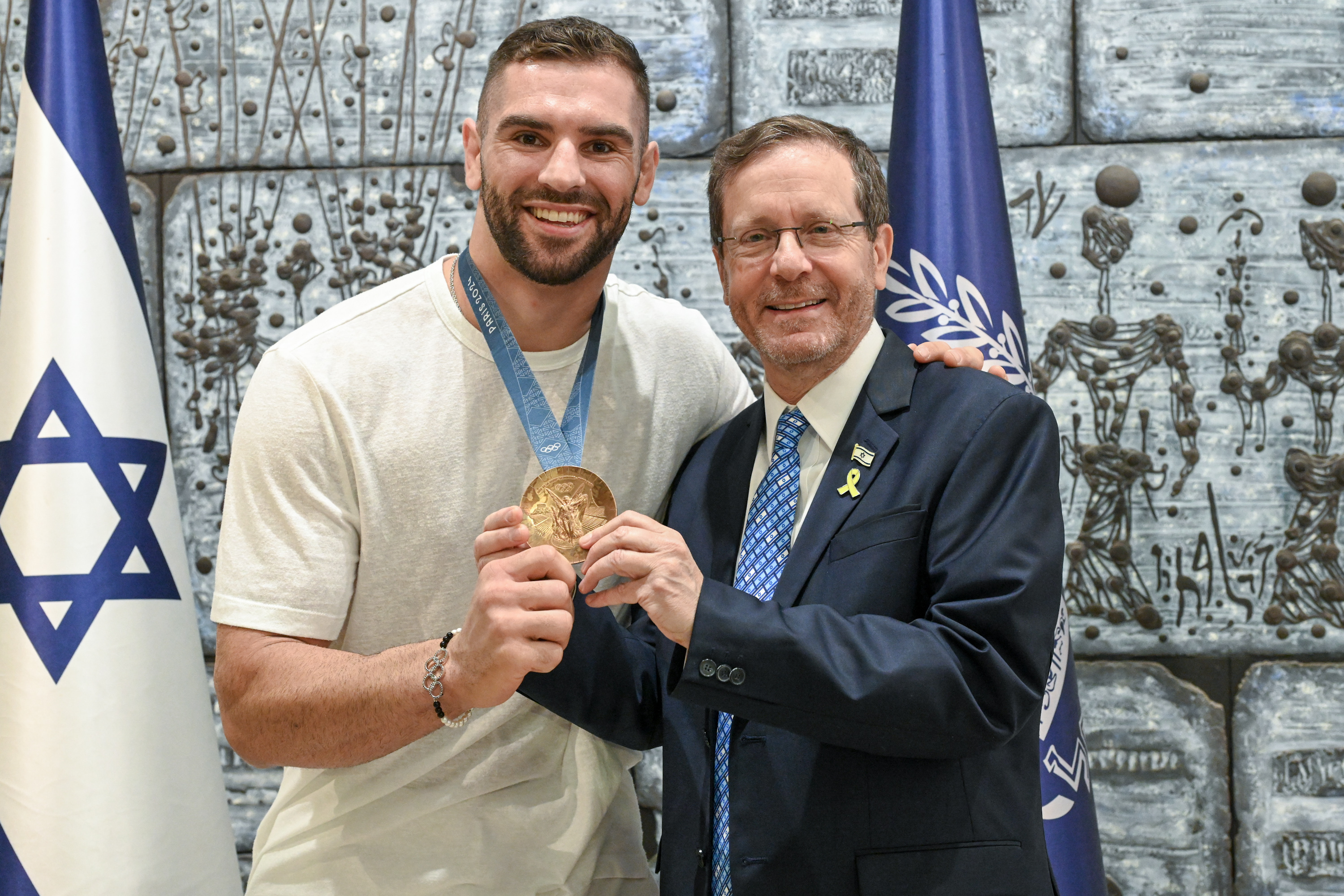
Петер Пальчик с президентом Израиля Ицхаком Герцогом

| Ям Волчак          | Мужчины до 60 кг    | CODАрнольд Кисока В 10–00         | GEOГеоргий Сардалашвили П 00–11 | завершил выступление           | завершил выступление         | завершил выступление      | завершил выступление      | завершил выступление  | завершил выступление |                      |
| Барух Шмаилов      | Мужчины до 66 кг    | MARАбдеррахман Бушита В 01–00     | Хифуми Абэ (JPN) П 00–10        | завершил выступление           | завершил выступление         | завершил выступление      | завершил выступление      | завершил выступление  | завершил выступление |                      |
| Тохар Бутбуль      | Мужчины до 73 кг    | ALGМессауд Дрис В DSQ             | AZEХидаят Гейдаров П 00–01      | завершил выступление           | завершил выступление         | завершил выступление      | завершил выступление      | завершил выступление  | завершил выступление |                      |
| Саги Муки          | Мужчины до 81 кг    | —                                 | GERТимо Кавелиус В 10–00        | KORЛи Ён Хван П 00–10          | завершил выступление         | завершил выступление      | завершил выступление      | завершил выступление  | завершил выступление | завершил выступление |
| Петер Пальчик      | Мужчины до 100 кг   | MGLБатхуягийн Гончигсюрен В 10–00 | FRAОрельен Дьес В 10–00         | AZEЗелим Коцоев П 00–01        | —                            | NEDМихаэль Коррел В 10–00 | SUIДаниэль Эйх В 01–00    | 3                     |                      |                      |
| Шира Ришони        | Женщины до 48 кг    | KAZАбиба Абужакынова П 00–01      | завершила выступление           | завершила выступление          | завершила выступление        | завершила выступление     | завершила выступление     | завершила выступление |                      |                      |
| Гефен Примо        | Женщины до 52 кг    | Чжон Йе Рин (KOR) В 10–00         | Бинта Ндиайе (SUI) В 01–00      | Дистрия Красничи (KOS) П 00–01 | —                            | Река Пупп (HUN) П 00–10   | завершила выступление     | 7                     |                      |                      |
| Тимна Нельсон-Леви | Женщины до 57 кг    | SLOКайя Кайзер В 01–00            | KORХо Ми Ми П 00–10             | завершила выступление          | завершила выступление        | завершила выступление     | завершила выступление     | завершила выступление |                      |                      |
| Гили Шарир         | Женщины до 63 кг    | Кларисс Агбеньену (FRA) П 00–01   | завершила выступление           | завершила выступление          | завершила выступление        | завершила выступление     | завершила выступление     | завершила выступление |                      |                      |
| Майя Гошен         | Женщины до 70 кг    | TURФидан Огель В 10–00            | FRAМари-Ив Гайе П 00–10         | завершила выступление          | завершила выступление        | завершила выступление     | завершила выступление     | завершила выступление |                      |                      |
| Инбар Ланир        | Женщины до 78 кг    | —                                 | MGLОтгонбаярын Хуслен В 10–00   | NEDГюше Стенхёйс В 10–00       | GERАнна-Мария Вагнер В 10–00 | —                         | ITAАличе Белланди П 00–11 | 2                     |                      |                      |
| Раз Гершко         | Женщины свыше 78 кг | —                                 | NEDМарит Кампс В 10–00          | SRBМилица Жабич В 10–00        | TURКайра Орземир В 10–00     | —                         | BRAБеатрис Соуза П 00–01  | 2                     |                      |                      |

Смешанные команды
| Спортсмен | Дисциплина        | 1/16 финала        | 1/8 финала         | Четвертьфиналы        | Полуфиналы            | Утеш. поединки        | Финал/За 3 место      | Финал/За 3 место      |
| Спортсмен | Дисциплина        | Соперник Результат | Соперник Результат | Соперник Результат    | Соперник Результат    | Соперник Результат    | Соперник Результат    | Место                 |
| --- | ----------------- | ------------------ | ------------------ | --------------------- | --------------------- | --------------------- | --------------------- | --------------------- |
| Ям Волчак Барух Шмаилов Тохар Бутбуль Саги Муки Петер Пальчик Шира Ришони Гефен Примо Тимна Нельсон-Леви Гили Шарир Майя Гошен Инбар Ланир Раз Гершко | Смешанные команды | Монголия · В 4–3   | Франция · П 0–4    | завершили выступление | завершили выступление | завершили выступление | завершили выступление | завершили выступление |

## Конный спорт
Израиль выставит команду из трех наездников на командные соревнования по конкуру, выиграв квалификационный олимпийский турнир по конкуру, назначенный Международной федерацией конного спорта для группы C (Центральная и Восточная Европа) в Праге, Чехия.

### Конкур
| Спортсмен                          | Конь                               | Дисциплина       | Квалификация | Квалификация | Квалификация | Финал                 | Финал                 | Финал                 |
| Спортсмен                          | Конь                               | Дисциплина       | Штраф        | Время        | Место        | Штраф                 | Время                 | Место                 |
| ---------------------------------- | ---------------------------------- | ---------------- | ------------ | ------------ | ------------ | --------------------- | --------------------- | --------------------- |
| Даниэль Блюман                     | Ladriano Z                         | Личный конкур    | RET          | RET          | RET          | RET                   | RET                   | RET                   |
| Робин Мюр                          | Galaxy HM                          | Личный конкур    | 8            | 73,46        | 42           | завершил выступление  | завершил выступление  | завершил выступление  |
| Изабелла Руссеков                  | C Vier 2                           | Личный конкур    | 20           | 76,13        | 64           | завершила выступление | завершила выступление | завершила выступление |
| Даниэль Блюман Робин Мюр Эшли Бонд | Ladriano Z Galaxy HM Donatello 141 | Командный конкур | 20           |              | 9 Q          | 33+RET                |                       | 9                     |

## Лёгкая атлетика
Израильские легкоатлеты выполнили нормативы допуска к Играм в Париже 2024 года либо путем прохождения прямой квалификации, либо через мировой рейтинг в следующих соревнованиях (максимум 3 спортсмена в каждом):
Шоссейные дисциплины
| Спортсмен            | Дисциплина      | Забеги    | Забеги | Утеш. забеги | Утеш. забеги | Полуфиналы           | Полуфиналы           | Финал                | Финал                |
| Спортсмен            | Дисциплина      | Результат | Место  | Результат    | Место        | Результат            | Место                | Результат            | Место                |
| Результат            | Место           |           |        |              |              |                      |                      |                      |                      |
| -------------------- | --------------- | --------- | ------ | ------------ | ------------ | -------------------- | -------------------- | -------------------- | -------------------- |
| Блессинг Африфа      | Мужчины 200 м   | 20,78     | 6 R    | 20,88        | 4            | завершил выступление | завершил выступление | завершил выступление | завершил выступление |
| Мару Тефери          | Мужчины марафон | —         | —      | —            | —            | —                    | —                    | 2:10.42              | 26                   |
| Гашау Аяле           | Мужчины марафон | —         | —      | —            | —            | —                    | —                    | 2:11.36              | 31                   |
| Гирмав Амаре         | Мужчины марафон | —         | —      | —            | —            | —                    | —                    | 2:12.51              | 44                   |
| Лона Хемтай Салпетер | Женщины марафон | —         | —      | —            | —            | —                    | —                    | 2:26.08              | 9                    |
| Маор Тийури          | Женщины марафон | —         | —      | —            | —            | —                    | —                    | 2:33.37              | 49                   |

## Парусный спорт
Израильские спортсмены квалифицировались по одному представителю в каждом из следующих классов на чемпионате мира по парусному спорту 2023 года в Гааге, Нидерланды, Чемпионате мира 2024 года в классе ILCA 6 в Мар-дель-Плата, Уругвай, Чемпионате Европы 2024 года в классе ILCA в Афинах, Греция и регате «Последний шанс» 2024 года в Йере, Франция.
Гонки с выбыванием
| Спортсмен     | Вид                  | Открытые серии | Открытые серии | Открытые серии | Открытые серии | Открытые серии | Открытые серии | Открытые серии | Открытые серии | Открытые серии | Открытые серии | Открытые серии | Открытые серии | Открытые серии | Открытые серии | Открытые серии | Открытые серии | Открытые серии | Открытые серии | 1/4 финала           | Полуфинал            | Полуфинал            | Полуфинал            | Полуфинал            | Полуфинал            | Полуфинал            | Полуфинал            | Полуфинал            | Финал                 | Финал                 | Финал                 | Финал                 | Финал                 | Финал                 | Финал                 | Финал                |
| Спортсмен     | Вид                  | 1              | 2              | 3              | 4              | 5              | 6              | 7              | 8              | 9              | 10             | 11             | 12             | 13             | 14             | 15             | 16             | Сумма          | Место          | Место                | 1                    | 2                    | 3                    | 4                    | 5                    | 6                    | Всего                | Место                | 1                     | 2                     | 3                     | 4                     | 5                     | 6                     | Всего                 | Место                |
| ------------- | -------------------- | -------------- | -------------- | -------------- | -------------- | -------------- | -------------- | -------------- | -------------- | -------------- | -------------- | -------------- | -------------- | -------------- | -------------- | -------------- | -------------- | -------------- | -------------- | -------------------- | -------------------- | -------------------- | -------------------- | -------------------- | -------------------- | -------------------- | -------------------- | -------------------- | --------------------- | --------------------- | --------------------- | --------------------- | --------------------- | --------------------- | --------------------- | -------------------- |
| Том Реувени   | Мужчины IQFoil       | 8              | 13             | 5              | 3              | 3              | 4              | 25 BFD         | 3              | 5              | 13             | 14             | 4              | 2              | —              | —              | —              | 63             | 2 Q            | —                    | 2                    | —                    | —                    | —                    | —                    | —                    | —                    | 2 Q                  | 1                     | —                     | —                     | —                     | —                     | —                     | —                     | 1                    |
| Шарон Кантор  | Женщины IQFoil       | 25 DSQ         | 6              | 10             | 1              | 1              | 3              | 4              | 2              | 15             | 1              | 2              | 6              | 2              | 11             | —              | —              | 49             | 2 Q            | —                    | 1                    | —                    | —                    | —                    | —                    | —                    | —                    | 1 Q                  | 2                     | —                     | —                     | —                     | —                     | —                     | —                     | 2                    |
| Дор Зарка     | Мужчины Формула Кайт | 15             | 3              | 21 DSQ         | 9              | 12             | 21 BFD         | 13             | отменены       | отменены       | отменены       | отменены       | отменены       | отменены       | отменены       | отменены       | отменены       | 52             | 13             | завершил выступление | завершил выступление | завершил выступление | завершил выступление | завершил выступление | завершил выступление | завершил выступление | завершил выступление | завершил выступление | завершил выступление  | завершил выступление  | завершил выступление  | завершил выступление  | завершил выступление  | завершил выступление  | завершил выступление  | завершил выступление |
| Галь Цукерман | Женщины Формула Кайт | 10             | 9              | 10             | 11             | 5              | 11             | отменены       | отменены       | отменены       | отменены       | отменены       | отменены       | отменены       | отменены       | отменены       | отменены       | 45             | 10 SF          | —                    | 3                    | —                    | —                    | —                    | —                    | —                    | —                    | 3                    | завершила выступление | завершила выступление | завершила выступление | завершила выступление | завершила выступление | завершила выступление | завершила выступление | 8                    |

Медальные гонки
| Спортсмен              | Вид            | Гонка | Гонка | Гонка | Гонка | Гонка | Гонка | Гонка | Гонка | Гонка    | Гонка    | Гонка | Гонка | Гонка | Баллы | Место |
| Спортсмен              | Вид            | 1     | 2     | 3     | 4     | 5     | 6     | 7     | 8     | 9        | 10       | 11    | 12    | M*    | Баллы | Место |
| ---------------------- | -------------- | ----- | ----- | ----- | ----- | ----- | ----- | ----- | ----- | -------- | -------- | ----- | ----- | ----- | ----- | ----- |
| Омер Виленчик          | Мужчины ILCA 7 | 38    | 3     | 7     | 40    | 36    | 37    | 20    | 25    | отменены | отменены | —     | —     | EL    | 166   | 30    |
| Шай Какон              | Женщины ILCA 6 | 22    | 33    | 12    | 7     | 31    | 34    | 25    | 10    | 18       | отменена | —     | —     | EL    | 158   | 24    |
| Нитай Хассон Ноа Ласри | Микст 470      | 10    | 7     | 18    | 9     | 8     | 2     | 7     | 14    | отменены | отменены | —     | —     | 10    | 67    | 7     |

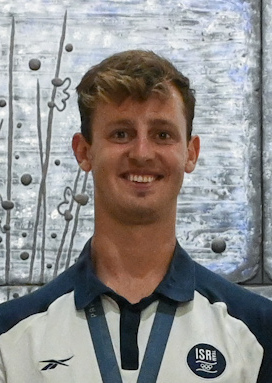
Том Реувени

M = Медальный заезд; EL = Выбыл — не получил право стартовать в медальном заезде

## Плавание
Израильские спортсмены квалифицировались для участия в следующих заплывах:
Мужчины
| Спортсмен                                                      | Вид                       | Заплыв     | Заплыв | Полуфинал            | Полуфинал            | Финал                 | Финал                 |
| Спортсмен                                                      | Вид                       | Время      | Место  | Время                | Место                | Время                 | Место                 |
| -------------------------------------------------------------- | ------------------------- | ---------- | ------ | -------------------- | -------------------- | --------------------- | --------------------- |
| Мирон Херути                                                   | 50 метров вольным стилем  | 21,88      | 10 Q   | 21,91                | 13                   | завершил выступление  | завершил выступление  |
| Мартин Картавый                                                | 50 метров вольным стилем  | 22,01      | 19     | завершил выступление | завершил выступление | завершил выступление  | завершил выступление  |
| Томер Франкель                                                 | 100 метров вольным стилем | 48,66      | 21     | завершил выступление | завершил выступление | завершил выступление  | завершил выступление  |
| Томер Франкель                                                 | 100 метров баттерфляем    | 51,94      | 21     | завершил выступление | завершил выступление | завершил выступление  | завершил выступление  |
| Денис Локтев                                                   | 200 метров вольным стилем | 1.47,01    | 14 Q   | 1.47,93              | 16                   | завершил выступление  | завершил выступление  |
| Адам Мараана                                                   | 100 м на спине            | 54,61      | 28     | завершил выступление | завершил выступление | завершил выступление  | завершил выступление  |
| Давид Герчик                                                   | 200 м на спине            | 1.58,79    | 22     | завершил выступление | завершил выступление | завершил выступление  | завершил выступление  |
| Рон Полонский                                                  | 100 метров брассом        | 1.00,00 NR | 16 Q   | 1.00,37              | 16                   | завершил выступление  | завершил выступление  |
| Рон Полонский                                                  | 200 м комплекс            | 1.58,30    | =7 Q   | 1.58,89              | 12                   | завершил выступление  | завершил выступление  |
| Галь Коэн Груми                                                | 100 метров баттерфляем    | 51,30      | 10 Q   | 51,48                | 12                   | завершил выступление  | завершил выступление  |
| Томер Франкель Галь Коэн Груми Денис Локтев Алексей Гливинский | 4 × 100 м вольный стиль   | 3.15,41    | 14     | —                    | —                    | завершили выступление | завершили выступление |
| Денис Локтев Бар Соловейчик Эйтан Бен Шитрит Галь Коэн Груми   | 4 × 200 м вольный стиль   | 7.08,43 NR | =8 Q   | —                    | —                    | 7.10,22               | 9                     |
| Матан Родити                                                   | 10 км открытая вода       | —          | —      | —                    | —                    | 1:57.02,3             | 16                    |

Женщины
| Спортсмен                                                 | Вид                              | Заплыв  | Заплыв | Полуфинал             | Полуфинал             | Финал                 | Финал                 |
| Спортсмен                                                 | Вид                              | Время   | Место  | Время                 | Место                 | Время                 | Место                 |
| --------------------------------------------------------- | -------------------------------- | ------- | ------ | --------------------- | --------------------- | --------------------- | --------------------- |
| Анастасия Горбенко                                        | 200 м на спине                   | 2.10,29 | 13 Q   | 2.11,96               | 16                    | завершила выступление | завершила выступление |
| Анастасия Горбенко                                        | 100 м брассом                    | 1.06,22 | 7 Q    | DNS                   | DNS                   | завершила выступление | завершила выступление |
| Анастасия Горбенко                                        | 200 метров комплексным плаванием | 2.11,53 | 11 Q   | 2.10,32               | 9                     | завершила выступление | завершила выступление |
| Анастасия Горбенко                                        | 400 метров комплексным плаванием | 4.41,64 | 10     | —                     | —                     | завершила выступление | завершила выступление |
| Леа Полонски                                              | 200 м вольным стилем             | 2.00,38 | 19     | завершила выступление | завершила выступление | завершила выступление | завершила выступление |
| Леа Полонски                                              | 200 метров комплексным плаванием | 2.17,53 | 28     | завершила выступление | завершила выступление | завершила выступление | завершила выступление |
| Авив Барзелай                                             | 100 м на спине                   | 1.02,30 | 25     | завершила выступление | завершила выступление | завершила выступление | завершила выступление |
| Авив Барзелай                                             | 200 м на спине                   | 2.10,71 | 18     | завершила выступление | завершила выступление | завершила выступление | завершила выступление |
| Анастасия Горбенко Дарья Головати Айла Спитц Леа Полонски | 4 × 200 м вольный стиль          | 7.55,99 | 11     | —                     | —                     | завершили выступление | завершили выступление |

Микст
| Спортсмен                                                     | Дисциплина                | Заплывы | Заплывы | Финал                 | Финал                 |
| Спортсмен                                                     | Дисциплина                | Время   | Место   | Время                 | Место                 |
| ------------------------------------------------------------- | ------------------------- | ------- | ------- | --------------------- | --------------------- |
| Анастасия Горбенко Галь Коэн Груми Рон Полонский Андреа Мурез | 4 × 100 м комбинированная | 3.45,33 | 10      | завершили выступление | завершили выступление |

## Сёрфинг
Израильский сёрфер Анат Лелиор завоевала право участвовать в женских соревнованиях по сёрфингу по результатам Всемирных игр по сёрфингу 2024 года в Аребико, Пуэрто-Рико.
| Спортсмен   | Категория | 1 раунд | 1 раунд | 2 раунд                                  | 3 раунд                     | Четвертьфинал         | Полуфинал             | Финал / За 3 место    | Финал / За 3 место    |
| Спортсмен   | Категория | Счёт    | Место   | Соперник Результат                       | Соперник Результат          | Соперник Результат    | Соперник Результат    | Соперник Результат    | Место                 |
| ----------- | --------- | ------- | ------- | ---------------------------------------- | --------------------------- | --------------------- | --------------------- | --------------------- | --------------------- |
| Анат Лелиор | Женщины   | 5,43    | 2 R2    | ESPХанире Гонсалес Эчабарри В 11,00–2,80 | AUSТайлер Райт П 7,74–11,10 | завершила выступление | завершила выступление | завершила выступление | завершила выступление |

## Синхронное плавание
Израиль получил право выставить дуэт в олимпийском турнире по синхронному плаванию по итогам Чемпионата мира по водным видам спорта 2024 года в Дохе, Катар.
| Спортсмен                   | Дисциплина | Техническая программа | Техническая программа | Произвольная программа | Произвольная программа | Сумма    | Сумма |
| Спортсмен                   | Дисциплина | Баллы                 | Место                 | Баллы                  | Место                  | Баллы    | Место |
| --------------------------- | ---------- | --------------------- | --------------------- | ---------------------- | ---------------------- | -------- | ----- |
| Шелли Бобрицки Ариэль Нассе | Дуэты      | 243,0666              | 9                     | 239,3416               | 11                     | 482,4082 | 11    |

## Стрельба
Израиль получил одно место в мужской винтовке по Мировому Олимпийскому рейтингу.
| Спортсмен     | Дисциплина                                 | Квалификация | Квалификация | Финал                | Финал                |
| Спортсмен     | Дисциплина                                 | Баллы        | Место        | Баллы                | Место                |
| ------------- | ------------------------------------------ | ------------ | ------------ | -------------------- | -------------------- |
| Сергей Рихтер | Мужчины пневматическая винтовка, 10 метров | 626,4        | 33           | завершил выступление | завершил выступление |

## Стрельба из лука
Израиль получил по одной квоте на участие в женских и мужских соревнованиях по стрельбе из лука в результате перераспределения квот. Также, квалифицировав минимум одного участника в мужской и женский личный турниры, Израиль получил право выставить дуэт в миксте.
| Спортсмен              | Дисциплина                        | Предварительный раунд | Предварительный раунд | 1/32                         | 1/16                  | 1/8                   | Четвертьфиналы        | Полуфиналы            | Финал / За 3 место    | Финал / За 3 место    |
| Спортсмен              | Дисциплина                        | Результат             | Посев                 | Соперник Счет                | Соперник Счет         | Соперник Счет         | Соперник Счет         | Соперник Счет         | Соперник Счет         | Место                 |
| ---------------------- | --------------------------------- | --------------------- | --------------------- | ---------------------------- | --------------------- | --------------------- | --------------------- | --------------------- | --------------------- | --------------------- |
| Рой Дрор               | Мужчины индивидуальное первенство | 655                   | 42                    | NEDСтив Вейлер П 2–6         | завершил выступление  | завершил выступление  | завершил выступление  | завершил выступление  | завершил выступление  | завершил выступление  |
| Микаэлла Моше          | Женщины индивидуальное первенство | 660                   | 18                    | ROMМэдэлина Амэйстроаи П 1–7 | завершила выступление | завершила выступление | завершила выступление | завершила выступление | завершила выступление | завершила выступление |
| Рой Дрор Микаэлла Моше | Микст                             | 1315                  | 18                    | —                            | —                     | завершили выступление | завершили выступление | завершили выступление | завершили выступление | завершили выступление |

## Триатлон
Израиль завоевал одно квотное место в соревнования мужчин на основании Индивидуального рейтинга World Triathlon.
| Спортсмен   | Категория | Время             | Время     | Время             | Время     | Время       | Время   | Место |
| Спортсмен   | Категория | Плавание (1,5 км) | Переход 1 | Велосипед (40 км) | Переход 2 | Бег (10 км) | Всего   | Место |
| ----------- | --------- | ----------------- | --------- | ----------------- | --------- | ----------- | ------- | ----- |
| Шахар Сагив | Мужчины   | 21,31             | 0,48      | 54,33             | 0,27      | 32,13       | 1.49,32 | 37    |

## Тхэквондо
Израиль завоевал одно место в женском олимпийском турнире по результататм Европейского квалификационного турнира 2024 года в Софии, Болгария.
| Спортсмен      | Дисциплина       | 1/8 финала                         | Четвертьфиналы        | Полуфиналы            | Утеш. поединки        | Финал/За 3 место      | Финал/За 3 место      |
| Спортсмен      | Дисциплина       | Соперник Результат                 | Соперник Результат    | Соперник Результат    | Соперник Результат    | Соперник Результат    | Место                 |
| -------------- | ---------------- | ---------------------------------- | --------------------- | --------------------- | --------------------- | --------------------- | --------------------- |
| Авишаг Семберг | Женщины до 49 кг | KSAДунья Абуталеб П 6–2, 4–5, 0–10 | завершила выступление | завершила выступление | завершила выступление | завершила выступление | завершила выступление |

## Фехтование
Израиль получил одно индивидуальное место в турнире шпажистов по рейтингу FEI.
| Спортсмен     | Дисциплина    | 1/16 финала                  | 1/8 финала           | Четвертьфинал        | Полуфинал            | Финал / За 3 место   | Финал / За 3 место   |
| Спортсмен     | Дисциплина    | Соперник Счет                | Соперник Счет        | Соперник Счет        | Соперник Счет        | Соперник Счет        | Место                |
| ------------- | ------------- | ---------------------------- | -------------------- | -------------------- | -------------------- | -------------------- | -------------------- |
| Юваль Фрейлих | Мужчины шпага | ITAАндреа Сантарелли П 13–15 | завершил выступление | завершил выступление | завершил выступление | завершил выступление | завершил выступление |

## Футбол
| Команда | Вид            | Групповой этап | Групповой этап | Групповой этап | Групповой этап | Четвертьфинал         | Полуфинал             | Финал / БМ            | Финал / БМ            |
| Команда | Вид            | Соперник Счёт  | Соперник Счёт  | Соперник Счёт  | Место          | Соперник Счёт         | Соперник Счёт         | Соперник Счёт         | Место                 |
| ------- | -------------- | -------------- | -------------- | -------------- | -------------- | --------------------- | --------------------- | --------------------- | --------------------- |
| Израиль | Мужской турнир | Мали Н 1–1     | Парагвай П 2–4 | Япония П 0–1   | 4              | завершили выступление | завершили выступление | завершили выступление | завершили выступление |

### Мужской турнир
Сборная Израиля квалифицировалась на Олимпийские игры, пройдя в полуфинал чемпионата Европы среди юношей до 21 года в Грузии и Румынии, что ознаменовало возвращение страны на Олимпийские игры в этом виде спорта впервые после Монреальской Олимпиады 1976 года.
Состав команды
| №              | Имя                  | Клуб                | Дата рождения        | Возраст | Игр     | Голов   |
| Вратари        | Вратари              | Вратари             | Вратари              | Вратари | Вратари | Вратари |
| -------------- | -------------------- | ------------------- | -------------------- | ------- | ------- | ------- |
| 1              | Омер Нирон           | Маккаби (Нетания)   | 17 апреля 2001 года  | 23 года | —       | —       |
| 18             | Нив Элиаси           | Хапоэль (Беэр-Шева) | 1 февраля 2002 года  | 22 года | —       | —       |
| 22             | Рой Сасон            | Бней Иегуда         | 13 декабря 2001 года | 22 года | —       | —       |
| Защитники      |                      |                     |                      |         |         |         |
| 2              | Илай Файнгольд       | Маккаби (Хайфа)     | 23 августа 2004 года | 19 лет  | —       | —       |
| 3              | Шон Гольдберг*       | Маккаби (Хайфа)     | 25 августа 1995 года | 28 лет  | —       | —       |
| 4              | Став Лемкин          | Шахтёр              | 2 апреля 2003 года   | 21 год  | —       | —       |
| 5              | Рой Ревиво           | Маккаби (Тель-Авив) | 22 мая 2003 года     | 21 год  | —       | —       |
| 7              | Ошер Давида          | Маккаби (Тель-Авив) | 18 февраля 2001 года | 23 года | —       | —       |
| 12             | Ноам Бен Харуш       | Хапоэль (Хайфа)     | 13 мая 2005 года     | 19 лет  | —       | —       |
| 16             | Ор Исраэлов          | Хапоэль (Тель-Авив) | 2 сентября 2004 года | 19 лет  | —       | —       |
| Полузащитники  |                      |                     |                      |         |         |         |
| 6              | Омри Гандельман* (к) | Гент                | 16 мая 2000 года     | 24 года | —       | —       |
| 8              | Итан Азулай          | Маккаби (Нетания)   | 26 мая 2002 года     | 22 года | —       | —       |
| 10             | Оскар Глух           | Ред Булл            | 1 апреля 2004 года   | 20 лет  | —       | —       |
| 14             | Аяно Преда           | Хапоэль (Иерусалим) | 29 апреля 2002 года  | 22 года | —       | —       |
| 15             | Ади Йона             | Бейтар (Иерусалим)  | 17 апреля 2004 года  | 20 лет  | —       | —       |
| 17             | Идо Шахар            | Маккаби (Тель-Авив) | 20 августа 2001 года | 22 года | —       | —       |
| Нападающие     |                      |                     |                      |         |         |         |
| 9              | Дор Турджеман        | Маккаби (Тель-Авив) | 24 октября 2003 года | 20 лет  | —       | —       |
| 11             | Лиэль Абада          | Шарлотт             | 3 октября 2001 года  | 22 года | —       | —       |
| 13             | Элад Мадмон          | Маккаби (Тель-Авив) | 10 февраля 2004 года | 20 лет  | —       | —       |
| Главный тренер |                      |                     |                      |         |         |         |
| Флаг Израиля   | Гай Лузон            | Гай Лузон           | 7 августа 1975       | 48 лет  |         |         |

Групповой этап
| Поз | Команда  | И | В | Н | П | МЗ | МП | РМ | О | Квалификация     |
| --- | -------- | - | - | - | - | -- | -- | -- | - | ---------------- |
| 1   | Япония   | 3 | 3 | 0 | 0 | 7  | 0  | +7 | 9 | Выход в плей-офф |
| 2   | Парагвай | 3 | 2 | 0 | 1 | 5  | 7  | −2 | 6 | Выход в плей-офф |
| 3   | Мали     | 3 | 0 | 1 | 2 | 1  | 3  | −2 | 1 |                  |
| 4   | Израиль  | 3 | 0 | 1 | 2 | 3  | 6  | −3 | 1 |                  |

| Мали       | 1:1     | Израиль           |
| ---------- | ------- | ----------------- |
| Думбия 63′ | (отчёт) | Диалло 56′ (авт.) |

| Израиль                   | 2:4     | Парагвай                                           |
| ------------------------- | ------- | -------------------------------------------------- |
| Гандельман 53′ · Глух 80′ | (отчёт) | Фернандес 25′ 90+6′ · Энсисо 69′ · Бальбуэна 90+3′ |

| Израиль | 0:1     | Япония      |
| ------- | ------- | ----------- |
|         | (отчёт) | Хосоя 90+1′ |